# Melaleucopis
Melaleucopis är ett släkte av tvåvingar. Melaleucopis ingår i familjen markflugor.
Kladogram enligt Catalogue of Life:
| Melaleucopis | \| \| Melaleucopis ortheziavora \| \| \| \| \| \| Melaleucopis simmondsi \| \| \| \| |
|              | \| \| Melaleucopis ortheziavora \| \| \| \| \| \| Melaleucopis simmondsi \| \| \| \| |
|              | Acrometopia                                                                          |
|              |                                                                                      |
|              | Anchioleucopis                                                                       |
|              |                                                                                      |
|              | Anochthiphila                                                                        |
|              |                                                                                      |
|              | Chaetoleucopis                                                                       |
|              |                                                                                      |
|              | Chamaemyia                                                                           |
|              |                                                                                      |
|              | Cremifania                                                                           |
|              |                                                                                      |
|              | Echinoleucopis                                                                       |
|              |                                                                                      |
|              | Leucochthiphila                                                                      |
|              |                                                                                      |
|              | Leucopis                                                                             |
|              |                                                                                      |
|              | Leucopomyia                                                                          |
|              |                                                                                      |
|              | Lipoleucopis                                                                         |
|              |                                                                                      |
|              | Mallochianamyia                                                                      |
|              |                                                                                      |
|              | Melanochthiphila                                                                     |
|              |                                                                                      |
|              | Neoleucopis                                                                          |
|              |                                                                                      |
|              | Notochthiphila                                                                       |
|              |                                                                                      |
|              | Paraleucopis                                                                         |
|              |                                                                                      |
|              | Parapamecia                                                                          |
|              |                                                                                      |
|              | Parochthiphila                                                                       |
|              |                                                                                      |
|              | Plunomia                                                                             |
|              |                                                                                      |
|              | Pseudodinia                                                                          |
|              |                                                                                      |
|              | Pseudoleucopis                                                                       |
|              |                                                                                      |
|              | Toropamecia                                                                          |
|              |                                                                                      |
|              | Melaleucopis ortheziavora                                                            |
|              |                                                                                      |
|              | Melaleucopis simmondsi                                                               |
|              |                                                                                      |

|  | Melaleucopis ortheziavora |
|  |                           |
|  | Melaleucopis simmondsi    |
|  |                           |